# Heriaeus pilosus
Heriaeus pilosus es una especie de araña cangrejo del género Heriaeus, familia Thomisidae. Fue descrita científicamente por Nosek en 1905.

## Distribución
Esta especie se encuentra en Turquía.